# Грибное (платформа)
Грибное — остановочный пункт Санкт-Петербургского региона Октябрьской железной дороги на участке Мга — Невдубстрой. Расположена в Кировском районе Ленинградской области в непосредственной близости от СНТ «Грибное» и СНТ «Кировчанин». На платформе останавливаются 11 электричек. Открыта, как пригородная, на «ветке от станции Мга» в 1932 году.

## География
Находится в лесной местности. Соседние станции (ТР4): 030114 11 км и 030133 6 км .
Расстояние до узловых станций (в километрах): Невдубстрой — 5, Мга — 9.

## Коммерческие операции
Посадка и высадка пассажиров на (из) поезда пригородного и местного сообщения. Прием и выдача багажа не производятся. Ранее платформа имела здание билетной кассы, которая была позднее закрыта, а после капитального ремонта платформы здание кассы было демонтировано.